# Смирне
Сми́рне (рос. Смирное) — село у складі Казанського району Тюменської області, Росія.
Населення — 524 особи (2010, 505 у 2002).
Національний склад станом на 2002 рік:
- росіяни — 88 %